# Saint-Bernard de la Chapelle
Saint-Bernard de la Chapelle är en kyrkobyggnad i Paris, invigd åt den helige Bernhard av Clairvaux. Kyrkan är belägen vid Rue Affre i Paris artonde arrondissement.